# غوفر تاونسندي
غوفر تاونسندي (الاسم العلمي:Thomomys townsendii) هو نوع من الحيوانات يتبع جنس غوفر جيبي من فصيلة الغوفرية.